# /dev/null
/dev/null – wirtualne urządzenie w uniksopodobnych systemach operacyjnych, usuwające wszystkie dane przekierowane do niego i nie generujące żadnych danych dla procesów czytających z niego.
/dev/null jest często używany do usuwania niepożądanych danych pochodzących z procesów komputerowych lub jako źródło pustych danych wejściowych. Zazwyczaj jest wykorzystywane przez przekierowanie.
Ekwiwalentem DOS-owym jest NUL. Pod systemami operacyjnymi Amigi odpowiednikiem jest NIL.